# Forstlasmühle
Forstlasmühle (oberfränkisch: Foaschdes-miel) ist ein Gemeindeteil der Gemeinde Ködnitz im Landkreis Kulmbach (Oberfranken, Bayern). Forstlasmühle liegt in der Gemarkung Kauerndorf.

## Geographie
Die Einöde liegt am rechten Ufer der Schorgast, kurz bevor diese als rechter Zufluss in den Weißen Main mündet. Ein Anliegerweg führt nach Kauerndorf zur Staatsstraße 2182 (0,6 km nordöstlich).

## Geschichte
Der Ort wurde 1396 als „Forstleinsmuele“ erstmals urkundlich erwähnt. Der Ortsname bedeutet Mühle beim kleinen Forst.
Gegen Ende des 18. Jahrhunderts bestand Forstlasmühle aus 2 Anwesen. Das Hochgericht übte das bayreuthische Stadtvogteiamt Kulmbach aus. Dieses hatte auch die Dorf- und Gemeindeherrschaft. Grundherren waren das Kastenamt Kulmbach (1 Mühle mit einem Mahlgang) und der Markgräfliche Lehenhof Bayreuth (1 Söldengütlein).
Von 1797 bis 1810 unterstand der Ort dem Justiz- und Kammeramt Kulmbach. Mit dem Gemeindeedikt wurde Forstlasmühle dem 1811 gebildeten Steuerdistrikt Kauerndorf und der 1812 gebildeten gleichnamigen Ruralgemeinde zugewiesen. Am 1. April 1971 wurde Forstlasmühle im Zuge der Gebietsreform in Bayern nach Ködnitz eingegliedert.

### Baudenkmäler
- Haus Nr. 1: Ehemalige Mühle

### Einwohnerentwicklung
| Jahr      | 001818 | 001861 | 001871 | 001885 | 001900 | 001925 | 001950 | 001961 | 001970 | 001987 |
| Einwohner | *      | 24     | 23     | 14     | 17     | 25     | 47     | 20     | 19     | 5      |
| Häuser    | *      |        |        | 4      | 2      | 6      | 3      | 3      |        | 2      |
| Quelle    | [ 8 ]  | [ 11 ] | [ 12 ] | [ 13 ] | [ 14 ] | [ 15 ] | [ 16 ] | [ 17 ] | [ 18 ] | [ 1 ]  |

## Religion
Forstlasmühle ist seit der Reformation evangelisch-lutherisch geprägt und nach St. Oswald (Untersteinach) gepfarrt.